# Amit Tamir
Amit Tamir, en hébreu : עמית תמיר,  né le 2 décembre 1979, à Jérusalem, en Israël, est un joueur israélien de basket-ball. Il évolue au poste de pivot.